# Suttapitaka
Der Suttapitaka (Pali Sutta-piṭaka, Sanskrit सूत्रपिटक sūtrapiṭaka „Sūtra-piṭaka“) ist der Korb der Lehrreden, eine Sammlung von Dialogen und Lehrvorträgen des Buddha. Manchmal wird der als wichtigster Teil des „Dreikorbs“ gesehene Korb der Lehrreden als stellvertretend für den ganzen Pali-Kanon genommen.
Sutta (in Pali) oder Sutra (in Sanskrit) bedeutet wörtlich „Faden“. Im Rahmen der mündlichen Überlieferung der buddhistischen Tradition bezeichnet der Begriff einen gedanklichen „roten Faden“, ein bestimmtes Thema eines Lehrvortrages oder Dialogs.
Im Suttapitaka sind die Dialoge und Lehrvorträge in fünf verschiedenen Sammlungen (Nikayas) gruppiert, einige nach ihrer Länge, andere nach ihren Themen oder der Anzahl der behandelten Dinge.
Etwa drei Monate nach dem Verlöschen des Erleuchteten (um 483 v.u.Z) fand das erste Konzil mit 500 Mönchen in Rajagaha statt, um die Lehren des Buddhas genauer, verbindlich und vor allem verschriftlicht festzulegen. Wobei der Zeitpunkt des ersten Konzils nicht unumstritten ist, so vermuten einige Wissenschaftler, dass zwischen dem Tod des Buddha und der Zusammenstellung des „Tripitaka“ mehr Zeit verstrichen sei. Man verfasste die erste kanonische Sammlung, den "Korb der Lehrreden", der Vorschriften über das Mönchsleben enthielt. Zudem wurden die Lehrreden Buddhas zusammengefasst, was später die Grundlage des Palikanon sein sollte.

## Die Längere Sammlung (Dīgha-Nikāya)
Hauptartikel: Digha-Nikaya
Die längeren Lehrreden enthalten insgesamt 34 Reden, darunter z. B. die Mahasatipatthana-Sutta, welche die Grundlage für die Meditation durch Achtsamkeit bildet und die Mahaparinibbana-Sutta, in der die letzten Monate des Buddha vor seinem Tod und von seiner Einäscherung beschrieben werden.

## Die Mittlere Sammlung (Majjhima-Nikāya)
Hauptartikel: Majjhima-Nikaya
Die Sammlung der mittellangen Lehrreden beinhaltet insgesamt 152 Sutten, geordnet in 15 Teile (Bücher). Hierin befinden sich so bekannte Suttas, wie z. B. die Satipatthana-Sutta (MN 10: über die Grundlagen der Achtsamkeit) oder auch die Anapanasati-Sutta (MN 118: über Achtsamkeit beim Atmen).

## Die Gruppierte Sammlung (Saṃyutta-Nikāya)
Hauptartikel: Samyutta-Nikaya
Diese Sammlung enthält insgesamt 2889 Suttas, gruppiert in fünf Vaggas (Sektionen). Jede Vagga ist wiederum in Samyuttas (Kapitel) unterteilt, welche die nach Themen geordneten, überwiegend kürzeren Lehrreden enthalten.

## Die Angereihte Sammlung (Anguttara-Nikāya)
Hauptartikel: Anguttara-Nikaya
Die Sammlung der Angliederungen enthält mehrere tausend kurze Sutten, die in elf Nipata (Bücher) zusammengefasst sind.
Jedes Buch befasst sich mit einer entsprechenden Anzahl von Themen. Das Zweier Buch z. B. enthält Suttas, die sich mit Paaren von Themen beschäftigt, wie Zwei Arten von Glück, oder die Sutta über die zwei Menschen, denen man „das Gute schwerlich vergelten“ kann (seinen Eltern). Die Suttas aus dem Dreier-Buch handeln von „Dreier-Dingen“, wie Die Drei Beweggründe zum Guten, oder Dreierlei Rede.

## Die Kleinere/Kürzere Sammlung (Khuddaka-Nikāya)
Hauptartikel: Khuddaka-Nikaya
Eine Sammlung von 15 kurzen „Büchern“ über verschiedene Themen, vorgetragen vom Buddha oder seinen Haupt-Jüngern.